# Joseph Serge Miot
Joseph Serge Miot (n. 23 noiembrie 1946, Jérémie, Haiti — d. 12 ianuarie 2010, Port-au-Prince, Haiti) a fost arhiepiscopul Episcopiei din Port-au-Prince.